# Plagiozopelma tokotaai
Plagiozopelma tokotaai är en tvåvingeart som beskrevs av Daniel J. Bickel 2005. Plagiozopelma tokotaai ingår i släktet Plagiozopelma och familjen styltflugor.
Artens utbredningsområde är Fiji. Inga underarter finns listade i Catalogue of Life.